# شريان لفائفي قولوني
شريان لفائفي قولوني (بالإنجليزية: Ileocolic artery)‏ هو فرع من شريان مساريقي علوي.

## التفرعات
- فرع قولوني من شريان لفائفي قولوني.
- شريان أعوري أمامي وشريان أعوري خلفي.
- فرع لفائفي من شريان لفائفي قولوني.
- شريان زائدي.

## صور

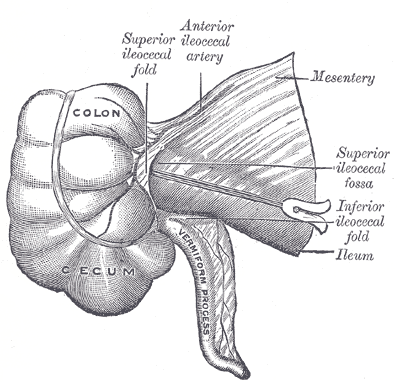
حفرة لفائفية أعورية علوية.
تزويد الدم للقولون.